# ابن عامر
ابوعمران عبدالله ابن عامر دمشقی از قراء سبعه است. او در زمان عمر بن عبدالعزیز و قبل و بعد از آن، امام مسجد دمشق (مسجد جامع اموی) و قاضی و پیشوای آنجا بوده و از معمرترین قراء سبعه به‌شمار می‌رود. او در سال ۱۱۸ هجری قمری درگذشت.
کسانی که از وی روایت کرده‌اند:
- هشام (ابن عمار ابن نصیر)
- ابن ذَکْوان (ابو عمرو عبدالله ابن احمد)